# Edith Veiga
Benedita Edith Veiga (Juquiá, 12 de fevereiro de 1941) é uma cantora ,compositora e atriz brasileira.
Fez sucesso com "Faz-me Rir" na década de 1960, vendendo 500 mil cópias e ficando nas paradas por dois anos. Na mesma época, ganhou prêmios como o Troféu Roquette Pinto, na categoria revelação. Participou de quase todos os programas de televisão da época e ganhou o apelido de "As Pernas que Cantam". Em 2003, Edith retornou aos palcos e atualmente faz apresentações por todo o país.[carece de fontes?]